# Elezioni regionali in Basilicata del 1985
Le elezioni regionali in Basilicata del 1985 si tennero il 12-13 maggio.

## Risultati elettorali
| Liste                                                  | Voti    | %     | Seggi |
| ------------------------------------------------------ | ------- | ----- | ----- |
| Democrazia Cristiana (DC)                              | 171.052 | 44,69 | 14    |
| Partito Comunista Italiano (PCI)                       | 92.747  | 24,23 | 7     |
| Partito Socialista Italiano (PSI)                      | 58.744  | 15,35 | 5     |
| Partito Socialista Democratico Italiano (PSDI)         | 23.820  | 6,22  | 2     |
| Movimento Sociale Italiano - Destra Nazionale (MSI-DN) | 19.432  | 5,08  | 1     |
| Partito Repubblicano Italiano (PRI)                    | 6.505   | 1,70  | 1     |
| Partito Liberale Italiano (PLI)                        | 5.109   | 1,33  | -     |
| Democrazia Proletaria (DP)                             | 3.932   | 1,03  | -     |
| Union Valdôtaine-Partito Democratico-UPAP-Ecologia     | 862     | 0,23  | -     |
| Alleanza Italiana Pensionati-Liga Veneta (AIP-ŁV)      | 556     | 0,15  | -     |
| Totale                                                 | 382.759 |       | 30    |

| Riepilogo dei seggi | Riepilogo dei seggi | Riepilogo dei seggi | Riepilogo dei seggi | Riepilogo dei seggi | Riepilogo dei seggi | Riepilogo dei seggi |
| ------------------- | ------------------- | ------------------- | ------------------- | ------------------- | ------------------- | ------------------- |
|                     |                     |                     |                     |                     |                     |                     |
| PCI                 | 7                   | ▼ 1                 |                     | PSI                 | 5                   | ▲ 1                 |
| PSDI                | 2                   | ━                   |                     | PRI                 | 1                   | ▲ 1                 |
| DC                  | 14                  | ━                   |                     | MSI-DN              | 1                   | ▼ 1                 |